# Tetrapterys aequalis
Tetrapterys aequalis är en tvåhjärtbladig växtart som beskrevs av John Wright. Tetrapterys aequalis ingår i släktet Tetrapterys och familjen Malpighiaceae. Inga underarter finns listade i Catalogue of Life.